# Lerista varia
Lerista varia — вид сцинкоподібних ящірок родини сцинкових (Scincidae). Ендемік Австралії.

## Поширення і екологія
Lerista varia мешкають в районі затоки Шарк на заході Західної Австралії, зокрема на острові Дерк-Хартог. Вони живуть в невисоких прибережних чагарникових заростях, під поваленими деревами, пнями і опалим листям. 